# 加東神山
加東神山（かとうこやま）は、兵庫県加東市と西脇市と丹波篠山市の市境に位置する標高648mの山である。2014年11月から加東市の最高峰として愛称が公募され、2015年4月に「加東神山」と命名された。

## 概要
加東市、西脇市、 丹波篠山市の市境に位置し、山頂周辺は木々に覆われ、緑豊かな原生林が広がっている。登山道は未整備だが、踏み跡がついており経験者であれば登山可能。登山ルート沿いには海岸でみられるウバメガシが群生している。